# Aristolochia westlandii
Aristolochia westlandii là một loài thực vật thuộc họ Aristolochiaceae. Loài này có ở Trung Quốc và Hồng Kông.